# 伊藤與三郎
伊藤 與三郎（いとう よさぶろう、1887年（明治20年）12月18日 - 1978年（昭和53年）5月25日）は、日本の実業家。東洋レーヨン会長や、同社社長を務めた。

## 人物・経歴
長野県出身。1905年名古屋商業学校（現名古屋市立名古屋商業高等学校）卒業、三井物産入社。三井物産シドニー支店長、三井物産ハンブルク支店支配人、三井物産大阪支店長等を経て、1939年住井辰男らとともに三井物産常務取締役に就任。東洋レーヨン取締役を経て、1942年東洋レーヨン会長。
1943年元三井物産山西省太原出張所長の不正事件を受け、向井忠晴三井総元方理事長兼三井物産会長らとともに、三井物産常務取締役を辞職した。
1944年からは東洋レーヨン社長を務め、太平洋戦争中の経営にあたり、日本の降伏後、連合国軍総司令部により公職追放となった。1947年、扶桑産業を設立して社長に就任。1968年勲三等瑞宝章受章。1978年正五位。

## 親族
妻志保子は佐佐木行忠伯爵の従妹。